# Universidad Nacional (estación)
La estación sencilla Universidad Nacional, hace parte del sistema de transporte masivo de Bogotá llamado TransMilenio inaugurado en el año 2000.

## Ubicación
La estación está ubicada en el sector del norte de la ciudad, más específicamente sobre la avenida Avenida Norte-Quito-Sur entre calles 45A y 48. Se accede a ella a través de dos puentes peatonales ubicados sobre estas vías.
Atiende la demanda de los barrios Belalcázar, Ciudad Universitaria y sus alrededores.
En las cercanías están la Universidad Nacional de Colombia, el Instituto Geográfico Agustín Codazzi, la sede de Ingeominas, la ronda del Río Arzobispo, el Colegio El Carmelo, la academia DNA Music, la sede de la Emisora Nuevo Continente y la sede de la Lotería de Cundinamarca.

## Origen del nombre
La estación recibe su nombre de la Universidad Nacional de Colombia, ubicada en el costado occidental.

## Historia
En el año 2005, al ser puesta en funcionamiento la segunda troncal de la fase 2 del sistema, la troncal NQS, fue puesta en funcionamiento esta estación.
Esta estación cuenta con dos puentes peatonales (uno en cada salida, norte y sur respectivamente), debido al alto número de pasajeros, y al igual que la estación Campín - Universidad Antonio Nariño tiene vidrios de doble calibre resistentes a impactos debido al frecuente riesgo de actos de vandalismo realizados durante disturbios. Además es una de las únicas estaciones de esta troncal que cuenta con tres vagones.
Durante el Paro nacional de 2019, la estación sufrió diversos ataques que afectaron de forma considerable las puertas de vidrio y demás infraestructura de la estación, razón por la cual no estuvo operativa por algunos días luego de lo ocurrido.

## Servicios de la estación

### Servicios troncales
| Tipo                                                    | Rutas al Norte  | Rutas al Sur | Rutas al Occidente |
| ------------------------------------------------------- | --------------- | ------------ | ------------------ |
| Ruta fácil                                              | 4               | 4            |                    |
| Expresos todos los días todo el día                     | B12 D22 E32 E42 | G12 G22 G42  | F32                |
| Expresos lunes a viernes todo e día                     | C17             | H17          |                    |
| Expresos lunes a viernes hora pico de la mañana y tarde | C30             | G30          |                    |
| Expresos sábados de 4:00 a. m. a 3:00 p. m.             | C17             | H17          |                    |
| Expresos sábados de 5:00 a. m. a 3:00 p. m.             | C30             | G30          |                    |

### Esquema
| ← Norte  |         |         |         |           |
| Calle 48 | D22E42  | C30E32  | 4B12C17 | Calle 45A |
| Puente   | Vagón 3 | Vagón 2 | Vagón 1 | Puente    |
| Calle 48 | G22G42  | G12G30  | 4F32H17 | Calle 45A |
| Sur →    |         |         |         |           |

### Servicios urbanos
Así mismo funcionan las siguientes rutas urbanas del SITP en los costados externos a la estación, circulando por los carriles de tráfico mixto sobre la Avenida NQS, con posibilidad de trasbordo usando la tarjeta TuLlave:
| Código | Sector                 | Dirección        | Rutas                                          |
| ------ | ---------------------- | ---------------- | ---------------------------------------------- |
| 176A00 | A Estación U. Nacional | Av. NQS - CL 45A | A003A605A708B608B631 191 599 SE14 T11 T26 T163 |
| 210A00 | A Canal Arzobispo      | Av. NQS - CL 48  | A003A605A708B608B631 191 599 SE14 T11 T26 T163 |
| 101A05 | K Estación U. Nacional | Av. NQS - CL 45  | H605H631H708H605 191 599 SE14 T11 T26 T163     |
| 113A05 | K IGAC                 | Av. NQS - CL 48  | H605H631H708H605 191 599 SE14 T11 T26 T163     |

## Ubicación geográfica
| Noroeste: Teusaquillo | Norte: E Campín - Universidad Antonio Nariño | Nordeste: Teusaquillo                  |
| Oeste: Teusaquillo    |                                              | Este: A Calle 45 - American School Way |
| Suroeste: Teusaquillo | Sur: E Avenida Eldorado                      | Sureste: Teusaquillo                   |